# ケリー・メグス
ケリー・メグス（Kelly Meggs, 1969年1月15日 - ）は、アメリカ合衆国の重罪犯である。逮捕前はオース・キーパーズのフロリダ支部を指揮していた。メグスは2021年アメリカ合衆国議会議事堂襲撃事件において議事堂内に不法侵入したことで扇動共謀で有罪判決を受け、禁錮12年を宣告された。

## オース・キーパーズの活動
メグスはオルトライト・反政府団体のオース・キーパーズのフロリダ支部指導者であった。
襲撃事件前にメグスはプラウド・ボーイズや同じく反政府団体のスリー・パーセンターズとの連携を論じており、その意図をFacebookに投稿した。
メグスは2021年アメリカ合衆国議会議事堂襲撃事件の際に議事堂内に突入した。彼は議事堂内でオース・キーパーズの「スタック・フォーメーション」を率いていた。

### 扇動共謀罪裁判
メグスは2021年2月17日に逮捕された。彼は裁判のためにワシントンD.C.に移送されるまではオクラホマ州グレイディ郡で拘留されていた。この訴訟には同じくオース・キーパーズのスチュワート・ローズも共同被告として含まれていた。
公判中に検察当局は2020年選挙の夜にメグスが妻と交わしたテキストで「俺は殺しに行くつもりだ。...（下院議長のナンシー・ペロシを）まず先に」と宣言していたことを強調した。
メグスの法廷代理人はスタンリー・ウッドワードであった。2022年11月29日、メグスは扇動共謀と「公務員が公務を遂行するのを妨げるための策謀」で有罪となった。
2023年5月25日にメグスは禁錮12年が宣告された。刑期後の彼は3年間の監視付き釈放となる。

## 私生活
投獄前のメグスは妻のコニー・メグス（Connie Meggs）と共にフロリダ州ダネロンに住んでいた。妻コニーもまた2023年3月に公務執行妨害の共謀およびその他の重罪で有罪判決を受けている。